# The Sam Houston Hotel
El Sam Houston Hotel es un hotel histórico en el centro de Houston, Texas, Estados Unidos, que figura en el Registro Nacional de Lugares Históricos. El hotel recibió su cotización el 17 de abril de 2002. 
Sam Houston Hotel Company lo construyó en 1924 para atender a los viajeros de negocios con presupuesto limitado. Fue diseñado por la firma Sanguinet, Staats, Hedrick & Gottlieb. Funcionó hasta la década de 1970 por los propietarios William y Vonnie Brooks.
En 2002, fue comprado por Randall D. Smith, su esposa Barbara Stovall Smith (nativa de Houston) y su hermano Jeffrey Smith, quienes lo remodelaron ampliamente y lo renombraron en 2005 como Alden Hotel, ya que los propietarios esperaban expandir el Marca Alden a otras ciudades. El hotel ofrece 100 habitaciones y suites.
En 2010, se transfirió formalmente a Northwood Investors. En 2012, Northwood lo vendió a American Liberty Hospitality y Gentry Mills Capital y volvió a su nombre original como The Sam Houston Hotel. Se sometió a una renovación en 2013. 